# Parco floreale di Parigi
Il parco floreale di Parigi è un parco urbano e un giardino botanico situato nel Bois de Vincennes, 12º arrondissement di Parigi (Francia). È uno dei quattro poli del Giardino botanico della città di Parigi, con l'Arboreto della scuola di Breuil, anch'esso nel Bois de Vincennes, il Parco di Bagatelle e il Giardino delle serre d'Auteuil, entrambi nel Bois de Boulogne.

## Storia

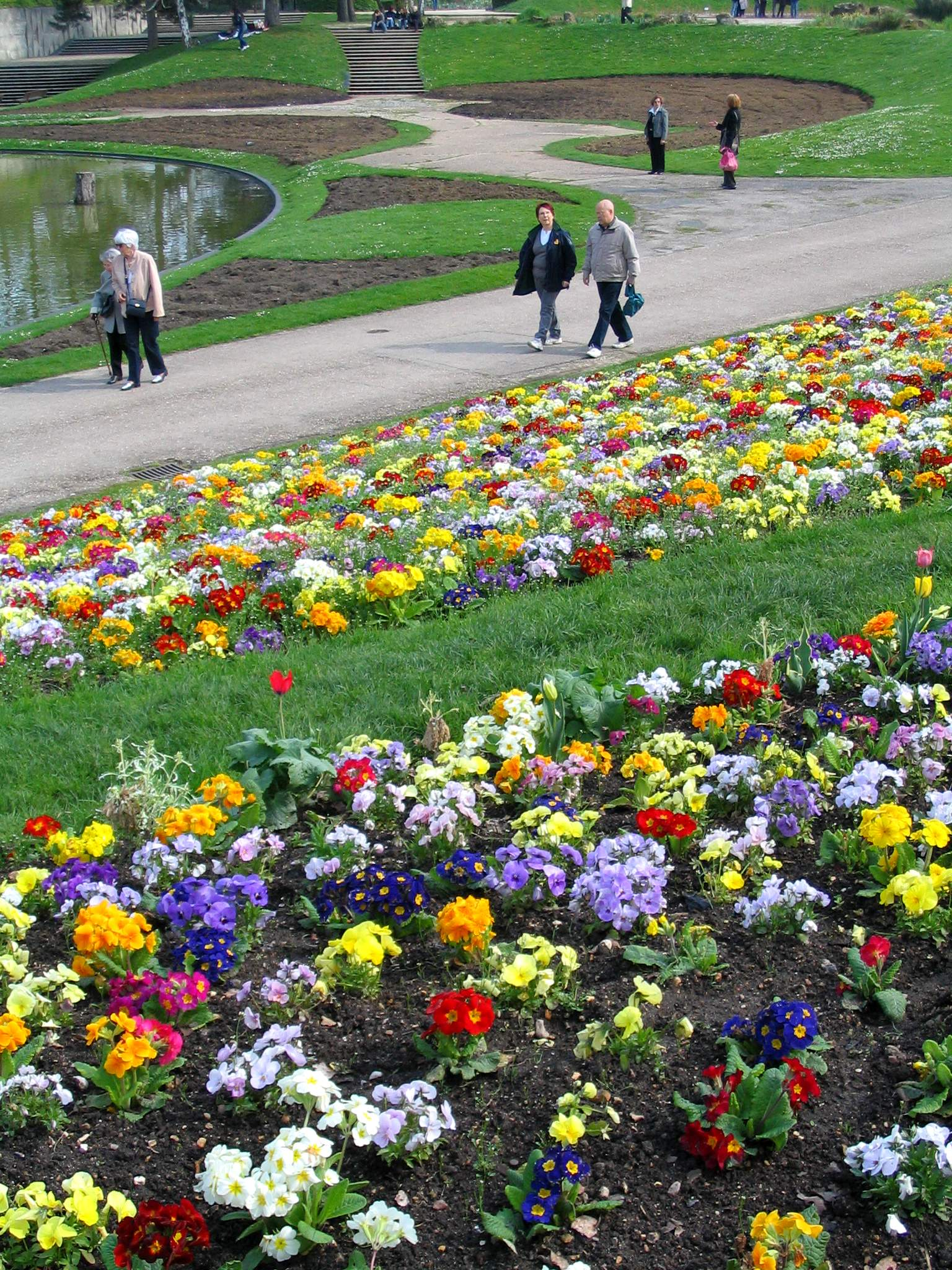
Composizioni floreali

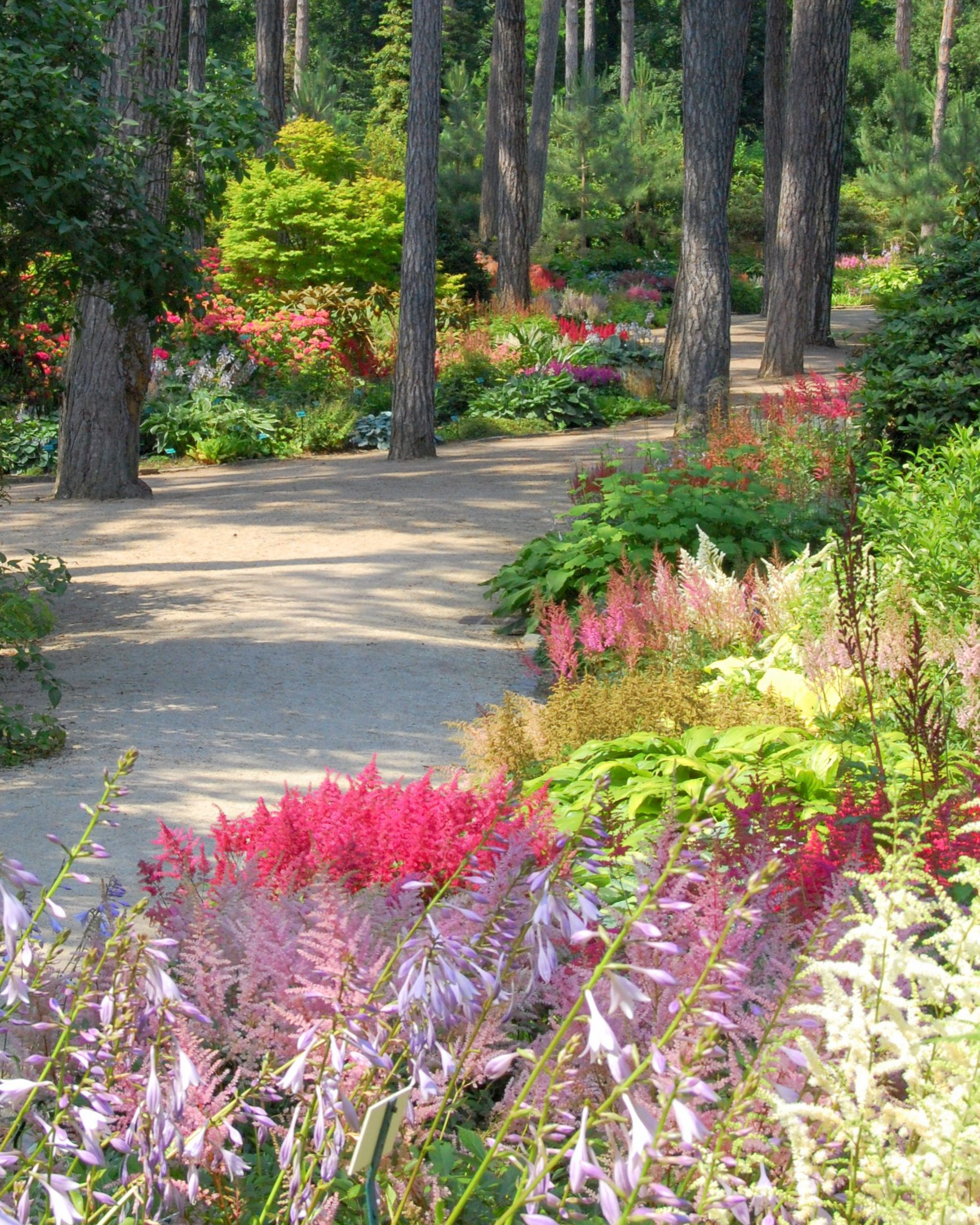
La pineta

Nel XIX secolo, il Bois de Vincennes era un terreno di addestramento militare. Fu dissodato per lasciar posto a caserme, campi per manovre e colline di tiro.
Nel 1860 Napoleone III lo cedette alla città di Parigi affinché fosse trasformato in un parco, simmetrico al Bois de Boulogne.
Alla fine degli anni 1960 e in occasione della Terza Mostra Floreale Internazionale, fu cercato un sito che ospitasse la manifestazione. La progettazione e la realizzazione del parco furono affidate all'architetto paesaggista Daniel Collin.
Il sito scelto (gli antichi terreni militari abbandonati de La Cartoucherie e della Pyramide) fu totalmente rimodellato. Furono conservati solo la pineta esistente, con i suoi pini della Corsica.
Il Parco floreale fu inaugurato nel 1969: con i suoi 35 ettari fu lo spazio verde più grande creato a Parigi dalla fine del Secondo Impero. Quindici mesi di lavori furono necessari prima di poter effettuare le prime piantumazioni.

### L'influenza del Giappone
L'architetto paesaggista del Parco, Daniel Collin, s'inspirò molto liberamente allo stile giapponese reso popolare all'epoca dai Giochi olimpici di Tokyo del 1964. Gli spioventi dei tetti del ristorante e le onde del pavimento dell'ingresso sud ricordano lo stadio olimpico di Yoyogi-kōen di Kenzō Tange.
Il modo di articolare i 28 padiglioni e i patio orticoli a tema fanno pensare all'architettura della Villa imperiale di Katsura. I tetti debordanti, i viali semicoperti immersi nella vegetazione e le strutture ortogonali dei padiglioni sono altrettante strizzate d'occhio al loro modello. Il parco comprende parimenti una hall che funge da centro di esposizioni e di manifestazioni.

### Un parco di sculture
Nel quadro della sistemazione del parco, Bernard Anthonioz sviluppò una politica di commesse a giovani artisti quali Stahly, Oleg Goudcoff, Agam, Penalba, Tinguely e Jean-Pierre Raynaud, o a scultori affermati come Giacometti e Calder. Per la prima volta, tra il 1969 e 1971, vi furono ordini di arte effimera.

### La tematica dei paesaggi
Il parco ospita una collezione unica di 1500 iris differenti. Esso offre un'articolazione molto ingegnosa di parecchi temi vegetali: praterie di bulbi, uno specchio d'acqua con la sua fontana monumentale di François Stahly, valli di fiori, pinete e la loro vegetazione di rododendri e di camelie, paesaggi acquatici o agresti.
Esso ospita anche 7951 unità tassonomiche, riferimenti di fiori, bulbi e alberi, tra i quali delle collezioni nazionali di gerani, di astilbe e di iris, così come una collezione di felci rustiche e di peonie erbacee.
Il parco floreale organizza ogni autunno un concorso internazionale di dalie, presenta in primavera più di 250 varietà di tulipani e accoglie il concorso Franciris dal maggio del 2015. Esso è ufficialmente riconosciuto come orto botanico dal 1998.
Il parco ospita uno scenario di spettacoli (l'Espace Delta) in semi-aria libera, due ristoranti, un teatro, uno spazio per manifestazioni, uno spettacolo di marionette, così come un vasto spazio di giochi per bambini.

## Galleria d'immagini

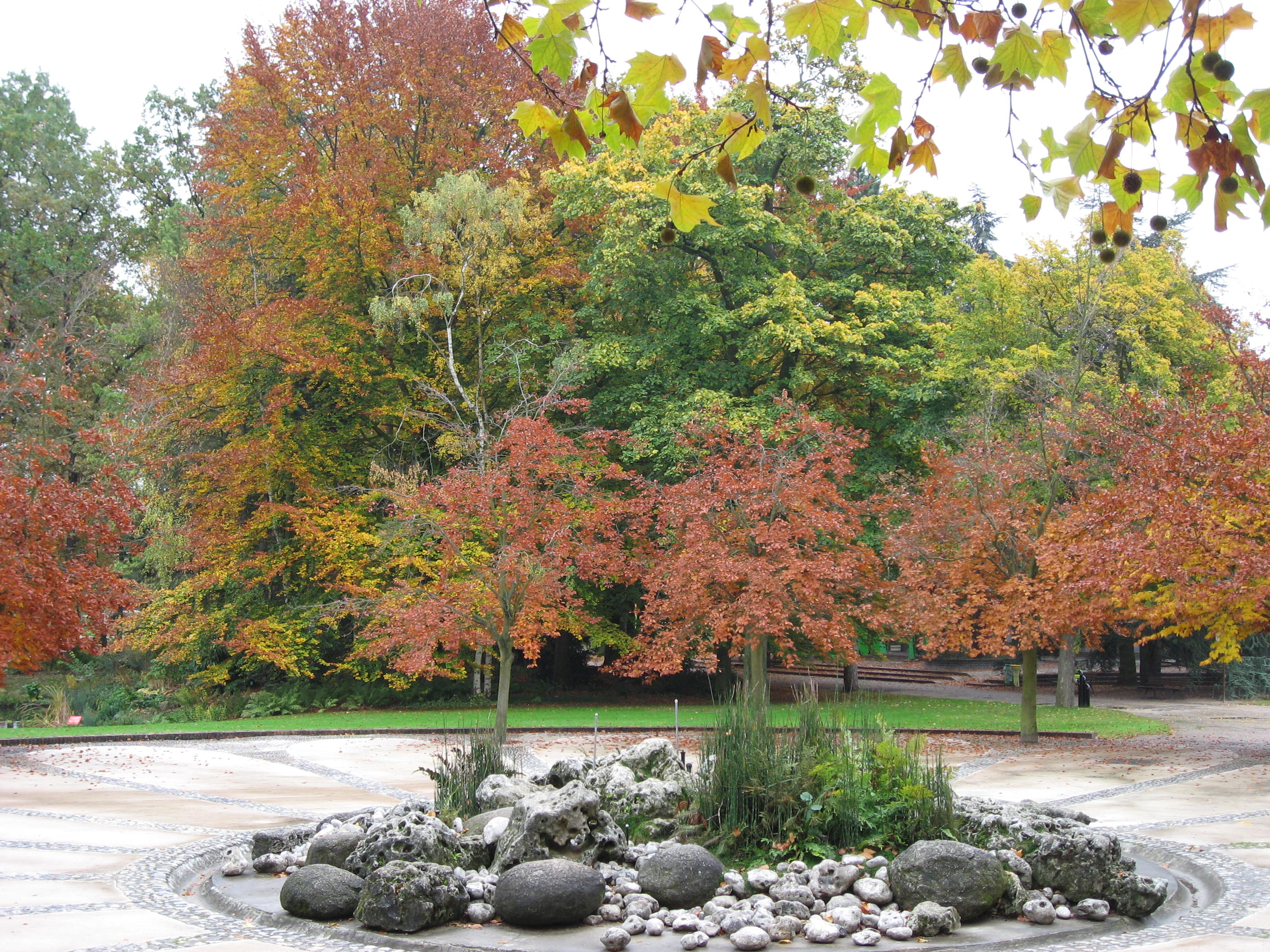
L'autunno al Parco floreale di Parigi
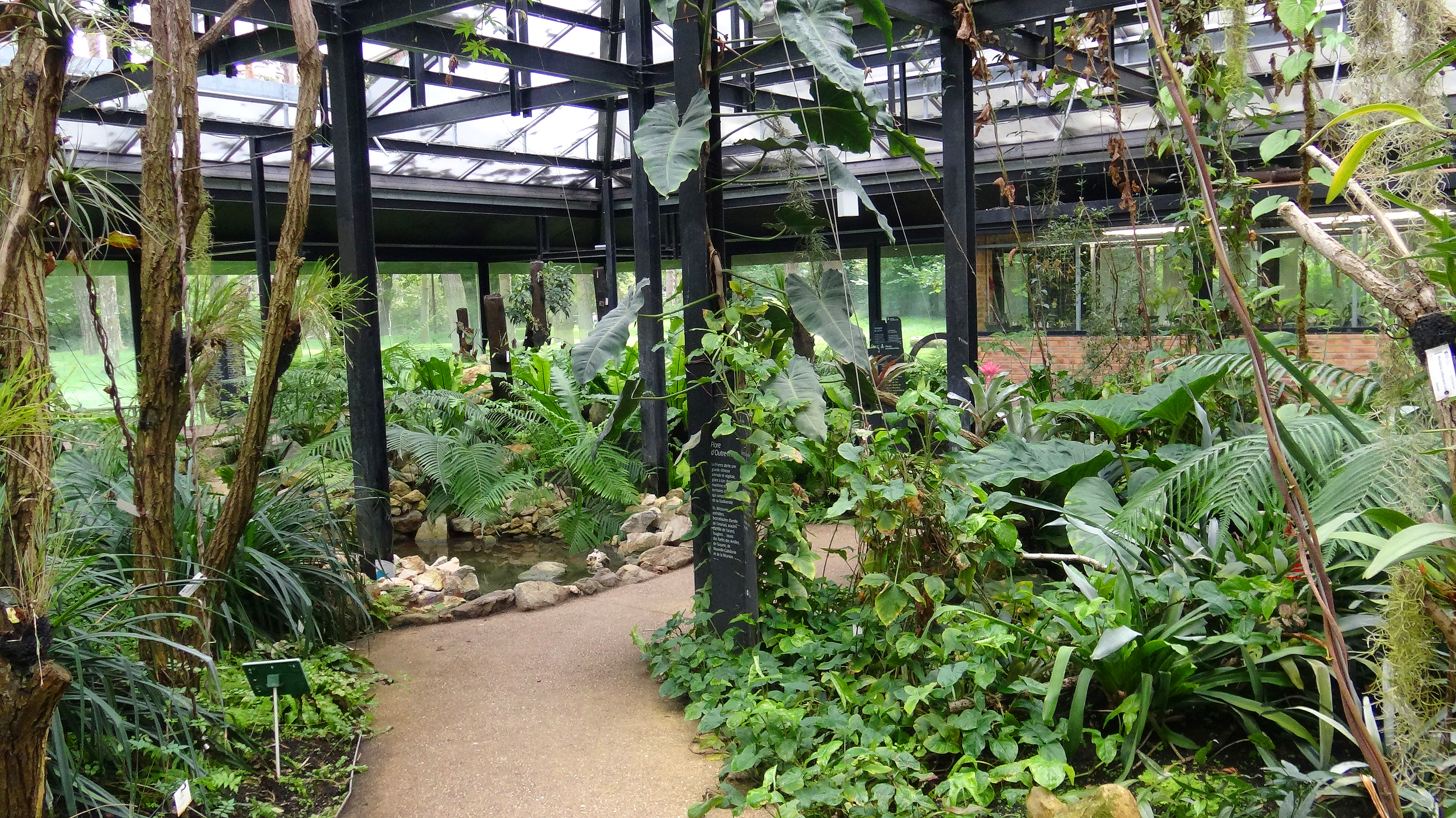
Serra di piante acrobatiche.
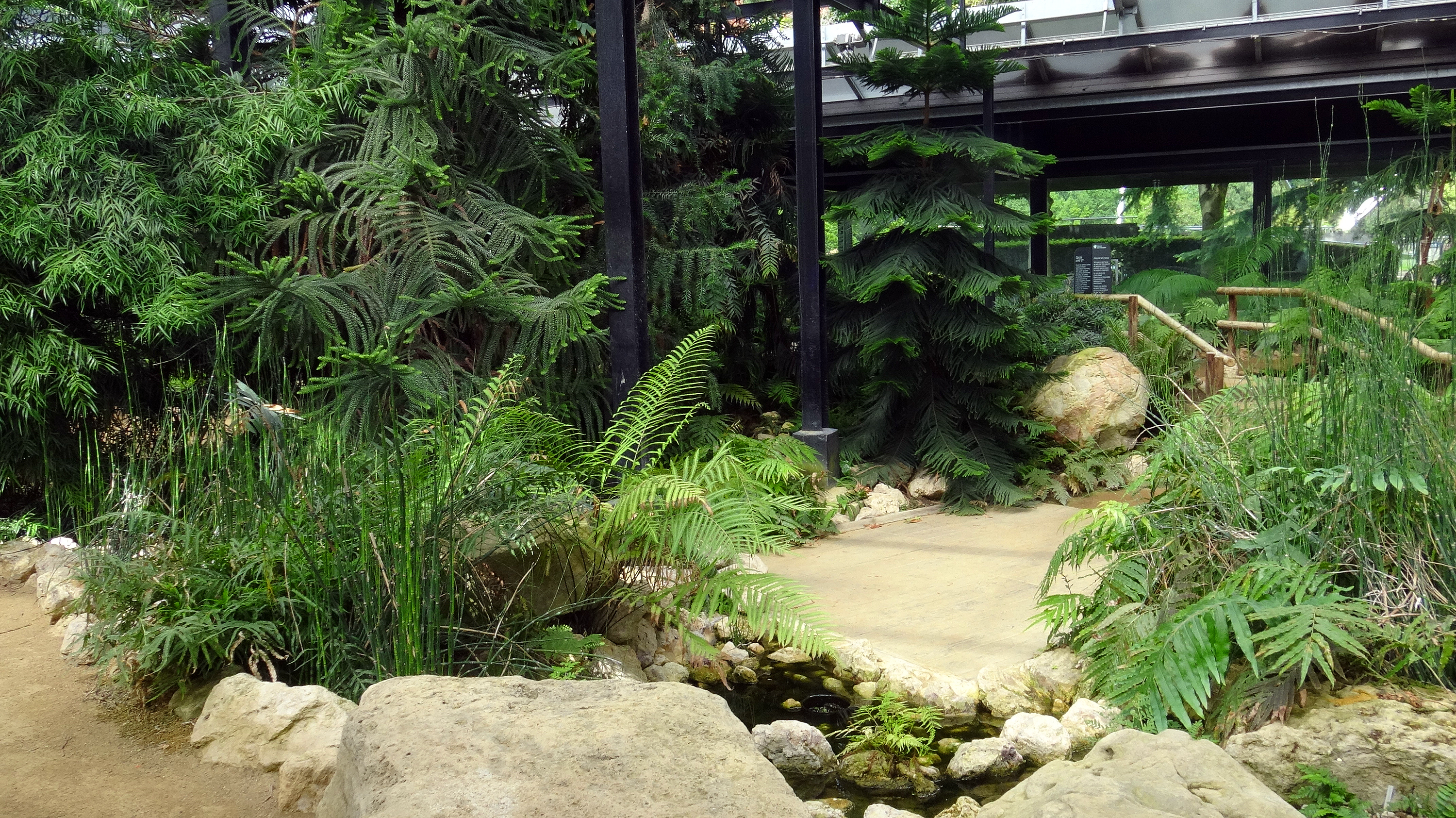
Serra delle piante del Giurassico.
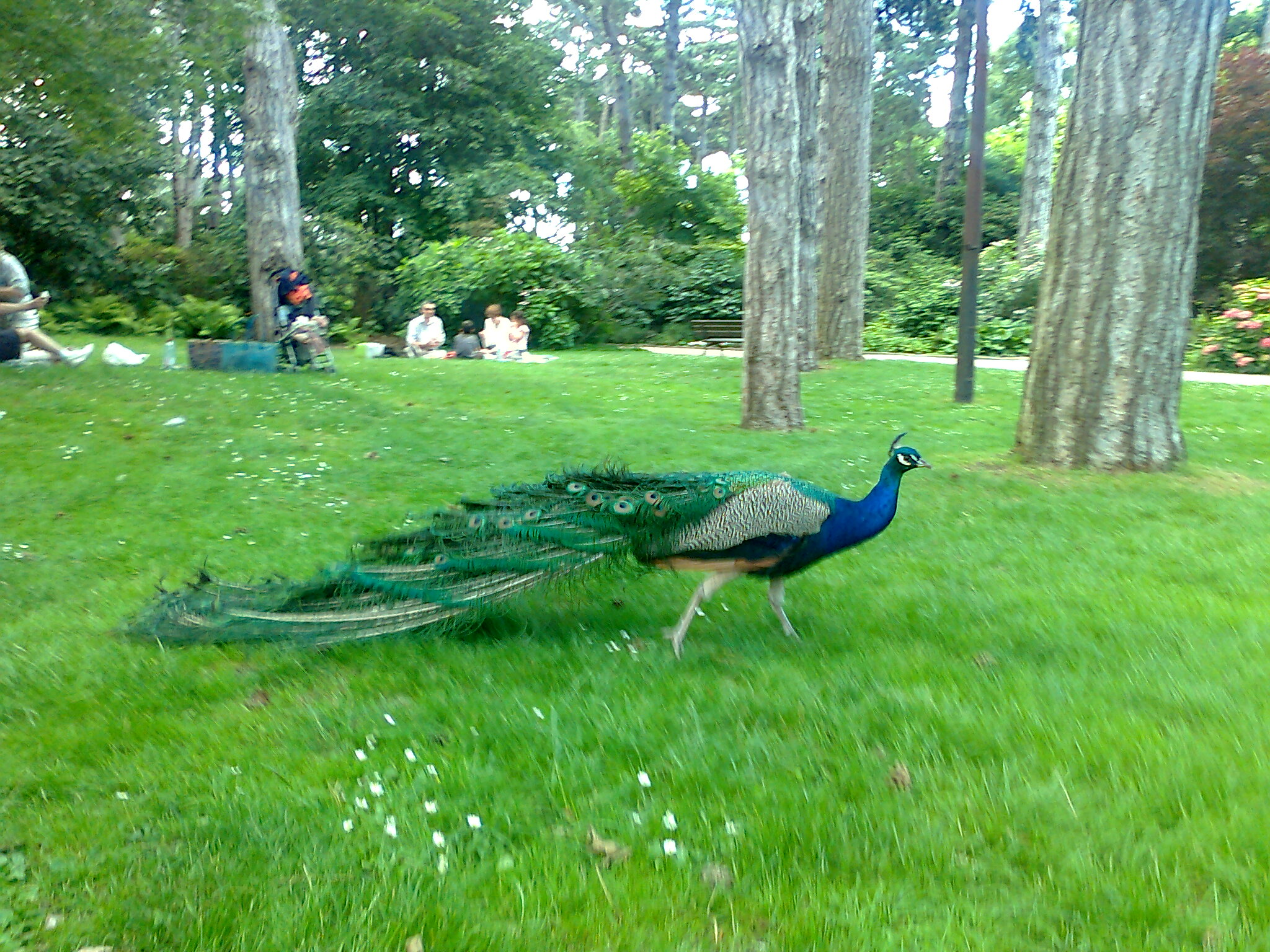
Il parco floreale di Parigi possiede anche dei pavoni che passeggiano tra i visitatori.